# Batavia (Illinois)
Batavia je grad u američkoj saveznoj državi Ilinois. Prema popisu stanovništva iz 2010. u njemu je živjelo 26.045 stanovnika.